# Pachisi

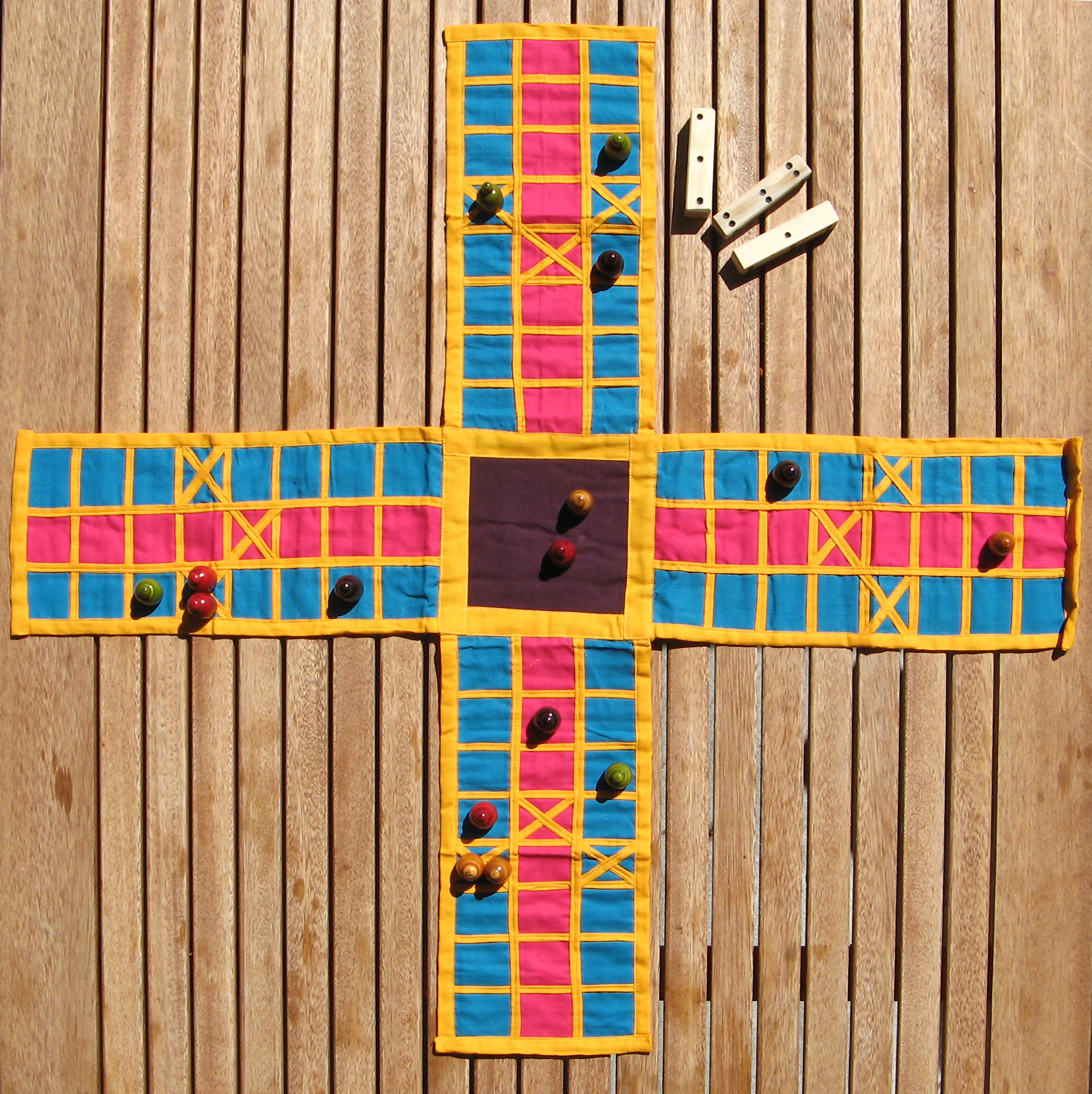
Tavola del Pachisi

Pachisi o venticinque è un gioco nato in Pakistan descritto come il "gioco nazionale del Pakistan".
Si gioca su una tavola a forma di croce simmetrica.
I pezzi del giocatore si muovono intorno alla tavola basandosi sul lancio di o sei o sette conchiglie; il numero di conchiglie che rimangono con una apertura indica il numero di caselle a cui corrisponde il movimento.
Il nome del gioco deriva dall'indostano pachis, che significa 25, il più grande punteggio che si può raggiungere con le conchiglie.
Di solito giocano 4 giocatori, 2 per squadra: una squadra con pezzi gialli e neri l'altra rossi e verdi.